# 亞鳥硅子
亞鳥硅子（日語：あとり 硅子，1969年9月20日—2004年7月6日），日本漫畫家。
1993年以《無法入眠的夜晚》在新書館發行的漫畫雜誌「月刊Wings」上出道，除了漫畫作品外還為小說畫插畫。
作品有別於一般少女漫畫，大部分作品皆以少年為主角，別出心裁的劇情和出乎意料的結局，有時令人捧腹大笑卻不僅是搞笑的故事，清淡與乾淨的畫風構成了亞鳥硅子的漫畫世界。

## 作品列表

### 漫畫
- 1996年《等待夏天》（中文版：2000年3月5日東立少女系列 ISBN 957-34-8908-2）
- 1996年《分身奇譚》（中文版：2000年12月20日東立少女系列 ISBN 957-34-9880-4）
- 1997年《光之庭》（中文版：2000年7月15日東立少女系列 ISBN 957-34-9480-9）
- 1998年《但是也許說不定》（中文版：2000年5月5日東立少女系列 ISBN 957-34-9324-1）
- 1999年（新書館Wings Comics ISBN 978-4403670060）
- 2001年《黑男》（新書館Dear+ Comics ISBN 978-4403660467）
- 2004年第2卷（新書館Wings Comics ISBN 978-4403670176）
- 2004年（新書館Wings Comics ISBN 978-4403617669）
- 2006年《亞鳥硅子短篇集》全四冊（新書館Wings Comics文庫）

（ISBN 978-4403500862）
犬夜（ISBN 978-4403500879）
（ISBN 978-4403500886）
無法入眠的夜晚（ISBN 978-4403500893）
- 2007年（新書館Wings Comics文庫 ISBN 978-4403501043）

### 畫冊
- 2004年《亞鳥硅子插畫集》（新書館 ISBN 978-4403650253）

## 外部連結
- （日語）